# جودي أرميتاغ
جودي أرميتاغ (بالإنجليزية: Judith Armitage)‏ هي عالمة كيمياء حيوية بريطانية، ولدت في 21 فبراير 1951 في لندن في المملكة المتحدة.